# Validesa lògica
De manera general es diu que quelcom té validesa perquè té, i se li reconeix, la qualitat de posseir un valor determinat, o bé la capacitat o eficàcia per realitzar el valor que se suposa ha de tenir. El coneixement en general adquireix un "valor de veritat" especial quan és reconegut com a veritable per una comunitat. S'entén per validesa d'un coneixement el fet de ser reconegut com a veritable per una comunitat determinada. La validesa del coneixement admet diverses formes i requisits segons els camps o àmbits en què manifesta la seva validesa: es pot parlar aleshores de validesa sociològica, ètnic-cultural, religiosa, màgica, etc, cadascuna amb els seus criteris i formes d'acceptació i reconeixement.
La ciència i la filosofia, com a coneixement, tenen essencialment com a valor únic de referència la veritat objectiva: coneixement sotmès únicament als continguts assequibles i conforme a les regles de la raó.
Aquesta condició, la racionalitat, fa possible la participació en comú d'aquests coneixements, condició essencial de la ciència. Aquesta condició els grecs la van identificar amb un mateix terme λογοσ, que té referència tant a la paraula o al discurs, com a la formalitat lògica del mateix, com raonament o argument.
La validesa del coneixement científic i filosòfic, el seu validesa lògica adquireix doncs dos sentits:
- Epistemològic. Com a "logos", paraula o discurs reconegut com a veritable per la comunitat científica. No és casual que tantes ciències acabin així «- gia» i els seus coneixements siguin qualificats d'«--- lògics ».
- Lògica formal. Amb referència al discurs, entès com a argument en el seu coherència amb un sistema formalment establert.

## Sentit epistemològic
En sentit epistemològic, "vàlid" és el coneixement expressat en una proposició que és acceptada i reconeguda com a veritable. Suposa distingir el fet en si del coneixement i la seva acceptació com a veritable.
Així, per exemple, Kant distingeix entre la validesa i l'origen del coneixement. Que l'origen de tot coneixement sigui l'experiència no implica que tot coneixement, pel fet de tenir el seu origen en l'experiència, sigui veritable. El mateix que un coneixement pot ser reconegut com a veritable en el context de la vida ordinària, no sent-ho en un sentit científic. Com, per exemple, afirmar que la poma "és" vermella.
De vegades, la validesa adquireix un valor gairebé metafísic quan el seu contingut de veritat apunta no només al fet de ser acceptat com a veritat, sinó al fonament que ho justifica com a vàlid en funció de tot el Ser en el seu conjunt com a realitat total. Així, per exemple, l'acceptació com a veritat de l'existència de l'ànima humana apunta al sentit d'una vida fonamentada en una vida més enllà de la mort.
En altres casos, la validesa adquireix el seu valor mitjançant les seves relacions amb altres éssers o conceptes en un àmbit determinat del coneixement, com pot ser una teoria científica, o una creença social.
| El coneixement adquireix la seva validesa «episteme-lògica», com ciència (episteme = ciència) per referir-se a un objecte formal i prèviament determinat, sotmès a determinades regles de mètode d'investigació, coherent amb una determinada teoria i publicat i reconegut per la comunitat científica competent. |

El concepte original de "greu" (gravetat) i "lleu", feien referència a la teoria aristotèlica segons la qual els "greus" cauen a la terra, les pedres, mentre els "lleus" ascendeixen cap al cel, el fum. Avui tal teoria ha desaparegut però el significat manté d'alguna manera el seu sentit vàlid original en contextos no científics. El greu és una cosa de molt pes, material o moral, el lleu té poc pes material o poca importància moral.
El coneixement lògicament vàlid en el camp de la ciència suposa l'acceptació del mateix per la comunitat científica dins l'àmbit de què es tracti, com coherent amb una teoria, o dins d'un ús tècnic. En canvi el reconeixement com a vàlid dins d'un àmbit cultural ve a significar la coherència amb els postulats o les normes de la tradició cultural, tant com el seu sentit de veritat en si.

## Sentit lògic-formal
En sentit lògic, "vàlid" es refereix a una veritat formal. S'aplica als arguments quan compleixen amb una forma lògica. Quan el producte de les premisses i la seva implicació amb la conclusió mostren en el seu taula de veritat que és una Tautologia (lògica).
La lògica és una ciència formal, sense contingut material. La veritat formal no depèn del coneixement veritable en el seu sentit epistemològic, sinó que manifesta la seva validesa per la forma, no per la seva matèria. Un argument vàlid, "lògicament veritable", pot ser fals en el seu sentit epistemològic. De la mateixa manera que un argument veritable en sentit epistemològic pot ser formalment vàlid.
La Lògica tracta de fonamentar les inferències vàlides sense coneixement material. Se sol definir, per aquest motiu, com la ciència que estudia les formes vàlides d'inferència, o bé, subratllant un sentit d'utilitat, la ciència que estudia les formes vàlides de raonament.
Les formes vàlides d'inferència, lleis lògiques o tautologies, aplicades com raonaments lògicament vàlids, garanteixen la veritat de la conclusió quan el contingut de coneixement material de les premisses sigui epistemològicament vàlid.
- Exemple de raonament lògicament veritable, vàlid, però fals en el seu contingut material: si tots els mamífers tenen ales, i els éssers alats volen, llavors si els gossos són mamífers, els gossos volen.

- Exemple de raonament lògicament invàlid, que pot ser veritable en el seu contingut material: si només els que mesuren més d'1,80 juguen al bàsquet, i Antonio mesura més de 1.80, llavors Antonio juga al bàsquet. (Antonio pot o no jugar a bàsquet, perquè la seva veritat o falsedat depèn de l'experiència, no de la manera argumentativa, ja que és un argument invàlid).

- Exemple de raonament lògicament vàlid, la validesa epistemològica depèn d'un context cultural determinat: entre totes les religions del món, una serà la veritable i totes les altres seran falses. És així que l'única religió veritable és ......" La nostra ". Després totes les altres són falses.

### Validesa lògica
Atès el caràcter formal de la Lògica com a ciència sol identificar l'expressió "validesa lògica" amb aquest aspecte lògic-formal. Es diu que un raonament és lògicament vàlid quan té la forma d'una llei lògica, la qual cosa equival a dir que la relació entre les premisses i la conclusió és tautològica.
Expressat en llenguatge formalitzat: donades les proposicions A, B, i C ... .. N, un argument vàlid és aquell que té la forma:
```
(A/\B/\C ... ... ../\N) → Z 
```

que rep el nom d'esquema d'inferència, on es dona el cas que el valor de veritat lògica de l'antecedent V, com a producte (conjunció) de totes les premisses, implica que la conclusió també té valor de veritat lògica V.
Per si les premisses són veritables en sentit epistemològic, llavors la conclusió també ho és, en sentit epistemològic. El que permet considerar Z com a veritat pròpia, independent i deslligada, és a dir, una conclusió obtinguda a partir de les veritats afirmades en les premisses com veritables.
Pel que es defineix la validesa com: no pot ser el cas que sent les premisses veritables la conclusió sigui falsa. Línia 1 de la taula, és el cas de la Tautologia (lògica). La línia 2 de la taula demostraria que l'argument no és vàlid. Les altres línies no fan al cas per anar en contra del supòsit de la veritat del producte de les premisses, el que constituiria un argument inconsistent, ja que no es donaria el cas que totes les premisses fossin veritables a la vegada. Aquest és l'argument que, a sensu contrari, es fa servir per a la prova de validesa que veurem més endavant, és a dir, que no és possible que si la conclusió és falsa, puguin ser totes les premisses alhora veritables, que és el que passa a la línia 2.
Veure taula de valors de veritat:
|   | A | B | C | (A/\B) → C |
| - | - | - | - | ---------- |
| 1 | V | V | V | V          |
| 2 | V | V | F | F          |
| 3 | V | F | V | V          |
| 4 | V | F | F | V          |
| 5 | F | V | V | V          |
| 6 | F | V | F | V          |
| 7 | F | F | V | V          |
| 8 | F | F | F | V          |

Nota: la proposició metalingüística (A/\B) representa el conjunt, producte lògic, de totes les premisses de l'argument; C, representa el possible valor de veritat de la conclusió.
Consideració important: cal tenir en compte que la validesa resideix en l'esquema, no en la veritat de les proposicions. Les proposicions no són vàlides més que en el sentit epistemològic, com veritables, però formalment en sentit lògic poden ser tant veritables com falses. Pel que la validesa d'un raonament només es garanteix quan el conjunt de la proposició com esquema d'inferència és una Tautologia (lògica), una veritat formal, la taula de valors de veritat és sempre V i mai F, evitant d'aquesta manera la línia 2 de la taula.
Si es donés el cas que alguna premissa fos falsa, el valor de veritat del producte seria també fals. No obstant això, l'argument seria vàlid, amb independència de la veritat o falsedat de la conclusió. (Línies 3-8). Això resulta a primera vista xocant, però, segons la definició del functors com condicional quan el valor de l'antecedent és fals, la funció fa veritable a la proposició amb independència del valor de veritat del conseqüent, segons el seu taula de veritat que el defineix. La paradoxa no és tal, ja que, quan s'argumenta, es parteix de la base de la consideració que totes les premisses són vàlides, epistemològicament veritables, en altre cas, l'argumentació no té sentit. Això explica com, sovint, fem servir la segona línia de la taula de definició del functors implicat en expressions com: "si això que dius és veritat, jo soc el Papa de Roma", en què es dona a entendre que, en no donar validesa a la premissa, la conclusió pot ser qualsevol com a argument vàlid, però epistemològicament fals.
En la lògica clàssica, es deia ex contradictione quòdlibet, que vol dir que, partint d'una falsedat, qualsevol conclusió és possible. Alguns càlculs utilitzen aquesta inferència com a regla per demostrar quelcom conegut per endavant com a fals. Per això en lògica es fa una distinció entre l'afirmació condicional o hipotètica i la implicació.

### Prova de validesa d'un argument
Si se suposa el següent argument:
p → (q/\r); p; p → (s/\t)|- q/\s
El seu esquema d'inferència seria:
[P → (q/\r)/\p/\p → (s/\t)] → (q/\s)
Es pot comprovar si és o no vàlid de les tres formes següents:

### Per taules de veritat
a) En fer la taula es veurien les condicions de veritat de cadascuna de les premisses i la seva possible o impossible conjunció, és a dir, el seu consistència.
b) Al mateix temps es pot comprovar si es dona el cas que, sent l'antecedent veritable, totes i cadascuna de les premisses veritables, el conseqüent és fals. Si no és així l'esquema donaria com a resultat una tautologia i mostraria que l'argument és vàlid.
L'inconvenient és que amb 5 variables s'hauria de fer una taula bastant llarga i confusa. La taula tindria {\displaystyle 2^{5}=32} línies.

### Per demostració o derivació segons les regles d'un càlcul lògic
Aplicant les regles derivaria la conclusió a partir de les premisses. Si és possible, llavors es comprovaria la validesa de l'argument. Però no sempre és fàcil la derivació o, si l'argument és complicat, podria portar molt de temps intentar-ho, per, potser, no arribar a una conclusió. No interessa en aquest cas embarcar-se en el càlcul sense garantia que es vagi a arribar a bon fi.

### Per la prova de validesa
Sigui l'argument: p → (q/\r); p; p → (s/\t)|- (q/\s), es pot comprovar que no pot es donar el cas que les premisses siguin veritables i la conclusió falsa. Per això se suposen els valors de veritat de les premisses que facin que la conclusió sigui falsa, i se substitueix aquests valors en els valors de les premisses. Haurà d'aparèixer una impossibilitat que aquests valors facin veritables a totes les premisses. Haurà d'aparèixer una contradicció. Si aquesta contradicció apareix, vol dir que l'argument és vàlid.
| p    | →  | q | /\  | r  | /\ | p   | /\ | p | → | es | /\ | t  | → | q | /\ | es |
| ---- | -- | - | --- | -- | -- | --- | -- | - | - | -- | -- | -- | - | - | -- | -- |
| V    | v  | v | v   | v  | v  | vf? | V  | f | v | f  | f  | vf |   | v | f  | f  |
| Vf ? | ¿? | f | f ! | vf | v  | v   | v  | v | v | v  | v  | v  |   | f | f  | v  |
| Vf   | ¿? | f | f ! | vf | v  | vf? | V  | f | v | f  | f  | vf |   | f | f  | f  |